# Geo-Political Simulator
 (janvier 2025).
Si vous disposez d'ouvrages ou d'articles de référence ou si vous connaissez des sites web de qualité traitant du thème abordé ici, merci de compléter l'article en donnant les références utiles à sa vérifiabilité et en les liant à la section « Notes et références ».
Geo-Political Simulator est une franchise de cinq jeux vidéo de simulation gouvernementale développée par Eversim. Lancée en 2008 avec Mission Président, elle plonge les joueurs dans la gestion d'un pays en tant que chef d'État, en leur offrant la possibilité de contrôler divers aspects comme l'économie, la diplomatie, la défense et les affaires sociales.
La série se compose de :
- Mission Président : Geo-Political Simulator (2008)
- Rulers of Nations: Geo-Political Simulator 2 (2010)
- Geo-Political Simulator 3: Masters of the World (2013)
- Geo-Political Simulator 4: Power and Revolution (2016)
- Geo-Political Simulator 5 (2024, accès anticipé)

## Système de jeu
La série comprend plusieurs volets, dont Rulers of Nations (2010), Masters of the World (2013), et Power & Revolution (2016), chacun apportant des améliorations graphiques et de nouvelles fonctionnalités. Chaque jeu propose une simulation complexe basée sur des données réelles, intégrant des milliers de variables et événements mondiaux. Les joueurs peuvent expérimenter différents types de gouvernance, créer des alliances ou entrer en guerre, selon les décisions politiques qu'ils prennent.
Les joueurs doivent équilibrer les budgets nationaux, répondre aux attentes des citoyens, et gérer les relations internationales dans un environnement en constante évolution. Le jeu inclut également un système de menaces globales, comme les crises climatiques, les pandémies ou le terrorisme, obligeant à des choix stratégiques à long terme.
Power & Revolution se distingue par sa mise à jour régulière pour refléter les évolutions politiques mondiales (tels que le Brexit, l'élection de Donald Trump, la crise des migrants en Europe, la Covid-19, la guerre en Ukraine, etc.) faisant du jeu un outil pour modéliser des scénarios réalistes basés sur des événements contemporains. Le jeu dispose d'un mode Révolution, permettant aux joueurs d'incarner non seulement un chef d'État, mais aussi des manifestants, des groupes rebelles, voire des terroristes, ce qui offre une perspective radicalement différente.

## Communauté et modding
La série bénéficie d'une communauté active de joueurs qui créent des mods pour améliorer les fonctionnalités ou pour ajouter des scénarios spécifiques. La capacité de simuler des scénarios alternatifs ou futurs en fait un outil apprécié par les amateurs de géopolitique.

## Réception
Si la série est saluée pour son ambition et son niveau de détail, elle est également critiquée pour son interface parfois peu intuitive et sa complexité, qui peut rebuter certains joueurs. Cependant, elle reste un choix populaire pour ceux qui cherchent une simulation de gestion de pays réaliste et approfondie.